# Linia demarkacyjna
Linia demarkacyjna – linia, a niekiedy strefa odgraniczająca w czasie konfliktu zbrojnego lub rozejmu walczące wojska. Często linia demarkacyjna stanowi tymczasową granicę państwową. 
W przenośni pojęcie linii demarkacyjnej może także odnosić się do spraw niezwiązanych z konfliktami zbrojnymi. Przykładowo filozofia nauki zajmuje się m.in. zagadnieniem linii demarkacyjnej (granicy) pomiędzy nauką a pseudonauką lub nauką a religią.

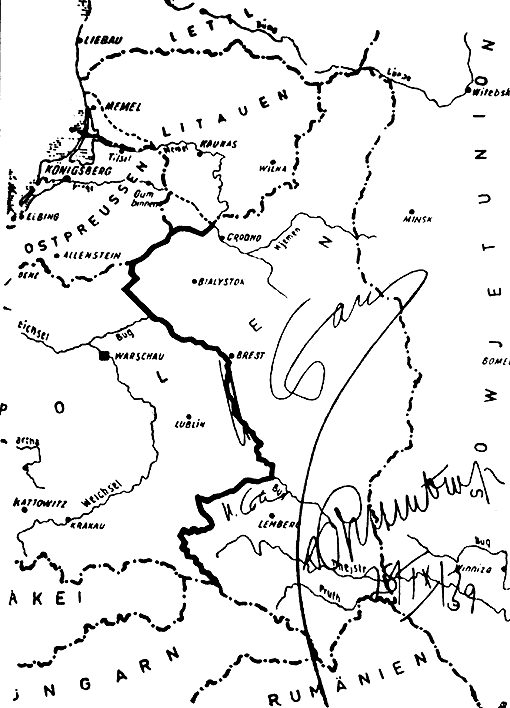
Linia demarkacyjna III Rzesza-ZSRR 1939

Francuska linia demarkacyjna 1940

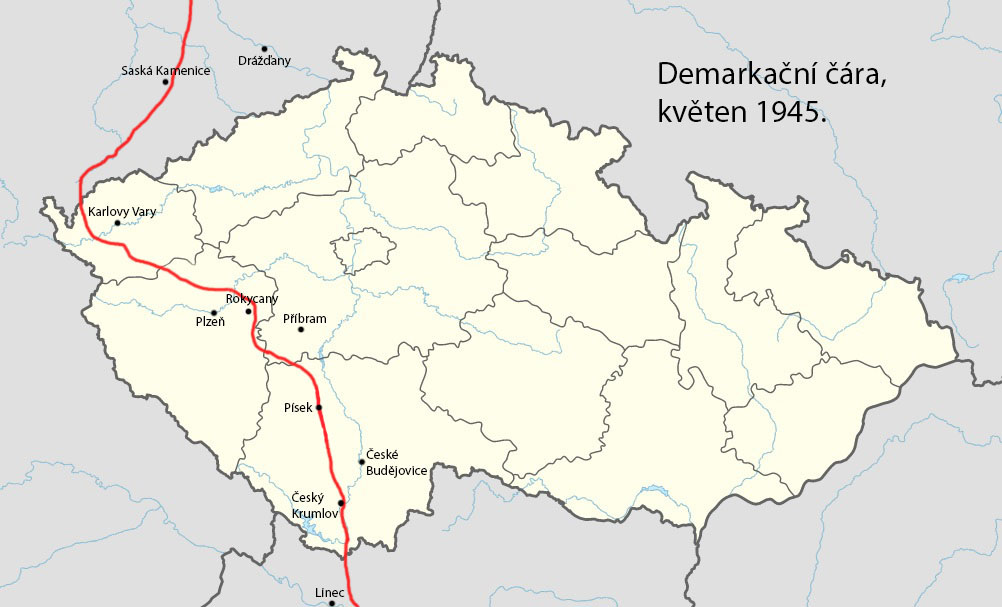
Amerykańsko-radziecka linia demarkacyjna w Czechach w maju 1945

## Przykłady linii demarkacyjnych
- Linia demarkacyjna między Polską a Ukraińską Republiką Ludową wg układu rozejmowego z 1 września 1919 roku.
- Linia Curzona – planowana linia demarkacyjna pomiędzy wojskami polskimi a bolszewickimi z 8 grudnia 1919 roku.
- Linia demarkacyjna III Rzesza-ZSRR, rozdzielająca w latach 1939–1941 obszary okupowanej Polski, kontrolowane przez III Rzeszę i ZSRR. Obie strony uznawały ją za granicę państwową, pozostawało to bez uznania międzynarodowego[2].
- Linia demarkacyjna we Francji, oddzielająca w okresie II wojny światowej obszary okupowane przez wojska niemieckie i włoskie oraz terytorium kontrolowane przez Rząd Vichy. Została uzgodniona 22 czerwca 1940 roku, istniała do grudnia 1942.
- Strefa demarkacyjna pomiędzy Koreą Południową a Koreą Północną ustanowiona w wyniku wojny koreańskiej. Umiejscowienie strefy uzgodniono 27 lipca 1953 roku jako pas 4 km dzielący Półwysep Koreański na wysokości 38 równoleżnika. Istnieje do dziś[3].
- Strefa demarkacyjna na Cyprze, pomiędzy częścią grecką i turecką. Powstała w wyniku inwazji tureckiej na wyspę w 1974, ma szerokość od kilku metrów (w Nikozji) do kilku kilometrów. Nadzorowana przez siły ONZ, istnieje do dziś.
- Strefa demarkacyjna pomiędzy Wietnamem Południowym i Wietnamem Północnym ustanowiona w 1954 roku na konferencji genewskiej. Charakter strefy miał być tymczasowy i służyć jedynie oddzieleniu wojsk obu stron. Strefa, o szerokości 5 km w każdą stronę, biegła wzdłuż rzeki Bến Hải wpadającej do Morza Południowochińskiego na 17 równoleżniku. Nadzór nad strefą powierzono Międzynarodowej Komisji Nadzoru i Kontroli, w skład której wchodziły Indie, Polska i Kanada. Istniała do 1975 roku.